# 미스터고르도
미스터고르도(본명: 이준영, 1983년 6월 24일 ~ )는 대한민국의 래퍼이다.

## 학력
- 청구중학교
- 경북예술고등학교

## 음반 및 노래

### EP 음반
- The Dream Is Real (2014)
- Soul Mate (2014)

### 콜라보레이션 음반
- The First Show (디엔지의 싱글 음반) (2008)
- Yes (이지스의 싱글 음반) (2012)